# 清原清
清原 清（きよはら きよし、天保3年（1832年） - 慶応4年閏4月25日（1868年6月15日）は、新選組隊士（砲術師範）、御陵衛士。本名は西村弥左衛門。
熊本藩出身。慶応元年（1865年）5月、土方歳三の江戸での隊士募集に応じて上洛。新選組隊士の幕臣取立ての頃には離隊しており、御陵衛士として分離した伊東甲子太郎に合流した。その後、武川直枝と改名。油小路事件の際には同志の佐原太郎、江田小太郎とともに伊勢に出張しており難を逃れている。
京の元御陵衛士たちと再会したのち、加納鷲雄と薩摩藩邸焼討事件の偵察のため、江戸へ出張した。偵察を終えて帰京し、2月16日に東山道総督府の薩摩四番隊に加わって京都を出発した。
北関東から会津へと転戦する。新政府軍に投降してきた近藤勇の正体の判別を行った隊士でもある。白河口の戦いで戦死した。享年37。
墓は戒光寺、鎮護神山（白河市の薩摩藩戦死者墓）にある。白河市内の新政府軍の墓所郡に埋葬されたが、薩摩藩は鎮護神社に墓石を建てた。
辞世の句は「玉の緒は今ぞ消ゆとも惜しからじ勅の御軍の先駆ける身は」
鉄砲の達人であったという。